# Colón (Buenos Aires)
Colón es una ciudad pequeña argentina, cabecera del partido homónimo, ubicada al norte de la provincia de Buenos Aires.

## Población
Cuenta con 23,206 habitantes (Indec, 2010), lo que representa un incremento del 8,4% frente a los 21,396 habitantes (Indec, 2001) del censo anterior. La religión predominante es el catolicismo.
| Gráfica de evolución demográfica de Colón entre 1895 y 2010 |
|                                                             |
| Fuentes: INDEC                                              |

## Turismo
Colón posee un lago artificial con su isla en la cual se encuentra un faro (También conocido como"Faro Pampeano"), muy visitado por los turistas y por habitantes de la zona de influencia, como puede ser: Pergamino, Rojas, Wheelwright y Ferré, entre otras.
El mismo se ubica sobre el km 275 de la Ruta Nacional N.º 8. Hasta noviembre del 2013, contó con un zoo, dejando 3 pumas abandonados (hasta el 13 de mayo, que rescataron a 2, uno falleció)
En la plaza céntrica San Martín se encuentra el parque infantil Pibelandia, con 75 juegos para niños, lugar muy frecuentado por visitantes de la zona los días domingos y festivos. El Museo de la Ciudad está situado en la vieja estación del ferrocarril General Bartolomé Mitre, donde se pueden observar distintos elementos antiguos y fotografías. Al estar insertada en una zona principalmente agrícola, la ciudad tiene una creciente industria de máquinas agrícolas, textiles y de alimentos. Sus calles se identifican mediante números.

## Historia

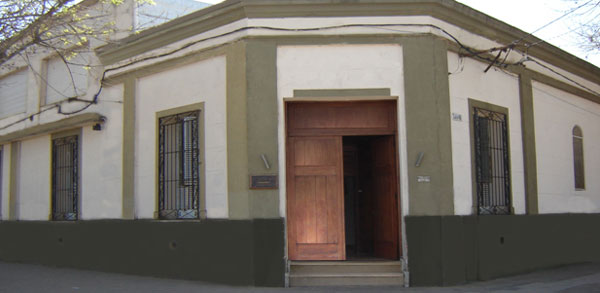
Frente del Instituto Santa Marta

- Su historia comienza a fines del siglo XVIII con el emplazamiento del fortín "Mercedes", en la margen derecha de la cañada de Rojas. Allí creció la primera población conformada por los soldados y sus familias que, a mediados del siglo XIX, abandonaron el lugar.
- 1873 los vecinos de la zona, encabezados por José Villodas, solicitaron al gobierno provincial la autorización para repoblar el antiguo asentamiento.
- 1875, petición concedida.
- 1881, primeros terrenos otorgados.
- 1895, 1.ª Municipalidad electiva.

## Parroquias de la Iglesia católica en Colón
| Diócesis   | San Nicolás de los Arroyos            |
| ---------- | ------------------------------------- |
| Parroquias | Nuestra Señora de la Merced, San José |

## Lugares Destacados y Edificios simbólicos
- Edificio del Palacio Municipal.

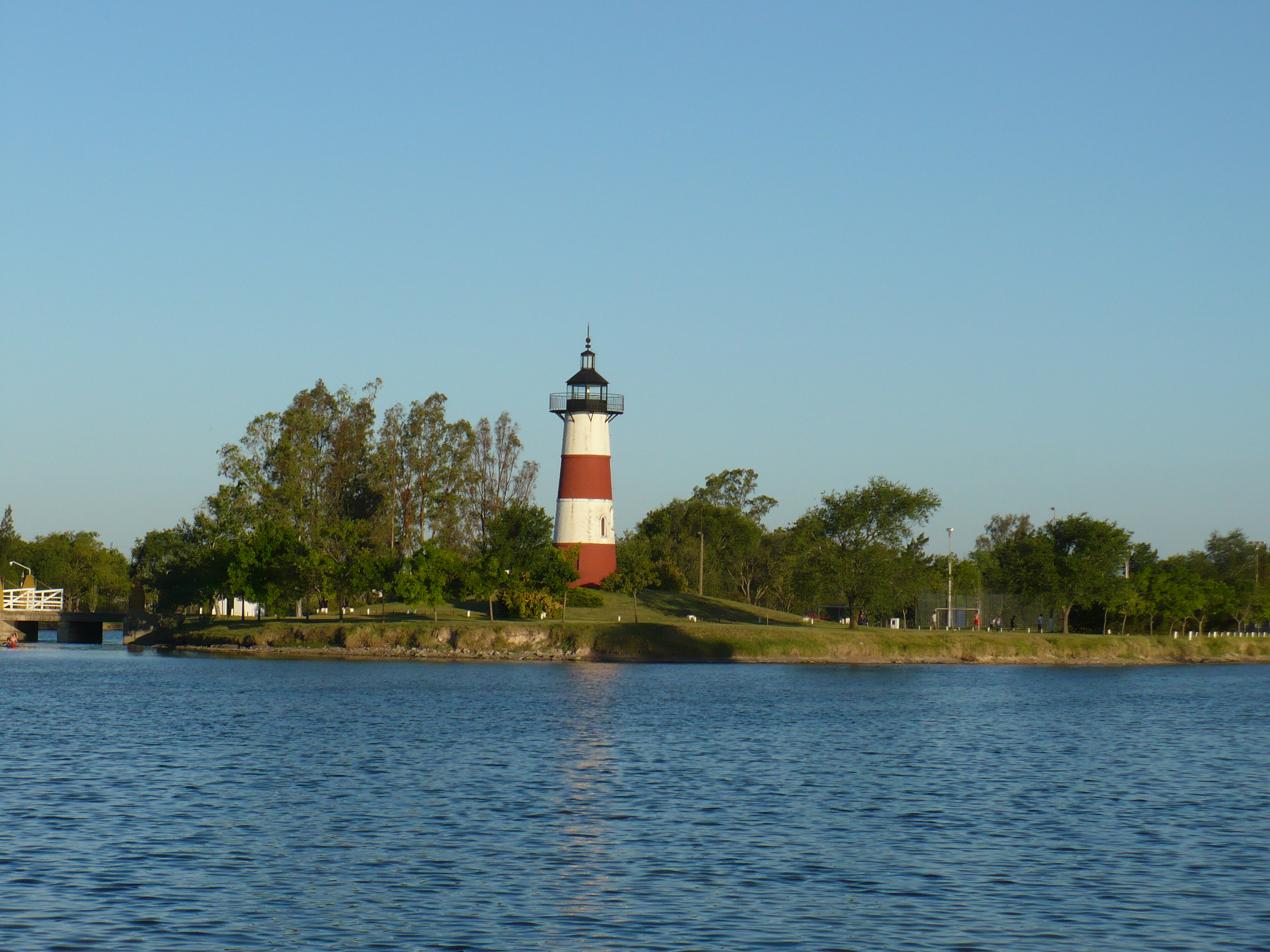
Faro en la isla del Complejo Lago Municipal

- Estación Colón del Ferrocarril General Mitre, Ramal Pergamino.
- Museo Histórico de la Ciudad.
- Plaza San Martín.
- Iglesia Nuestra Señora de la Merced.
- La Palmira – Casa Museo.
- Fortín de las Mercedes.
- Complejo Lago Municipal "Wilmar Cúneo".
- El Faro.
- Pibelandia (Parque para Niños)